# فالین راک (ویرجینیای غربی)
فالین راک (به انگلیسی: Falling Rock) یک منطقهٔ مسکونی در ایالات متحده آمریکا است که در شهرستان کاناوا، ویرجینیای غربی واقع شده‌است. فالین راک ۱۸۹٫۸۹ متر بالاتر از سطح دریا واقع شده‌است.